# Pšenik
Pšenik je naseljeno mjesto u općini Jajce, Federacija Bosne i Hercegovine, BiH.
Nalazi se oko 3 kilometra sjeverno od Jajca.

## Stanovništvo

### 1991.
Nacionalni sastav stanovništva 1991. godine, bio je sljedeći:
ukupno: 411
- Muslimani - 407
- Hrvati - 1
- ostali, neopredijeljeni i nepoznato - 3

### 2013.
Nacionalni sastav stanovništva 2013. godine, bio je sljedeći:
ukupno: 328
- Bošnjaci - 324
- Hrvati -  1
- ostali, neopredijeljeni i nepoznato - 3

## Vanjske poveznice
- Satelitska snimka[neaktivna poveznica]